# 李哲洋
李哲洋（1934年11月10日—1990年3月21日），臺灣彰化人，音樂學者、《全音音樂文摘》主編，翻譯西洋音樂書籍，以及採集臺灣原住民音樂。

## 生平
1934年11月10日，李哲洋生於彰化。幼年時因父親任職於鐵路局，時常搬家轉學。1940年讀嘉義白川町的白川公學校（今嘉義市大同國民小學），旋即轉到高雄東園公學校（今高雄市立大同國小），1941年轉至苗栗銅鑼公學校（今苗栗縣銅鑼國民小學），1945年轉苗栗福星國校，後又轉到基隆暖暖國校，並於1947年畢業。戰後時期，曾住在客家庄，在那接觸到鄉下地方的歌仔戲、採茶戲。後來在學校接觸鋼琴，立即為之著迷。1947年，進入基隆中學初中部，在學校參加笛子隊。1950年畢業後，不顧家人反對下報考音樂科，並以試唱滿分的成績進入臺北師範專科學校音樂科。

在北師期間，李哲洋受到康謳的賞識，並開始作曲，創作〈賣花女〉、〈秋聲〉等歌曲。課餘常與郭芝苑、張邦彥出入台北衡陽路文星書店斜對面的田園咖啡屋交流古典黑膠唱片，三人合稱「音樂三劍客」。
入讀北師一年後，擔任臺鐵臺北機務段調度員的李哲洋之父，遭政府指控參與共產黨外圍組織「明朗俱樂部」，以知匪不報的罪名於該年12月處決。隔年，李哲洋在週記上批評學校伙食而遭退學，事實上是受到父親案件的影響，亦被列入有關單位監控的黑名單裡，終身沒再受正式音樂教育。獨自撫養三位弟妹的他陸續當過書店店員、台肥公司製圖員，最後轉任基隆三中音樂教員。
李哲洋以自學的方式，省錢購買各種音樂書籍苦讀，特別是大量的日文音樂書籍，也參與地方音樂採集，與翻譯樂理、人物傳記。在臺肥任職期間，他同時在基隆安樂國校、開明補校和桃園空小（今桃園市立陳康國民小學）教授音樂和美術。1959年底，入伍服役，並以同等學力的資格考取初中音樂教師資格。退伍後，於1962年執教於基隆第三初中。在基隆任教期間，常與當地藝文人士來往，進而認識林絲緞。
在康謳幫忙寫推薦函下，李哲洋獲得洗足學園音樂部音樂部1968年度的入學許可，卻因「匪諜」家人的緣故，不能出國，遂失去赴日留學的機會。該年與林絲緞結婚。
礙於學歷和教職的條件限制，李哲洋只能以一己之力研究，僅少數幾次接受委託或補助，如1978年受洪建全文教基金會之託採集臺灣童謠、1980年代獲文建會些許補助編寫臺灣音樂史和臺灣音樂辭典。在《巴托克傳》〈譯者後記〉文中，他感嘆對民間歌曲採集只能自己以自費繼續進行這樁工作。
李哲洋於去世前一年還曾交代助手范揚坤要把他的音樂研究資料燒掉。
1990年3月21日，李哲洋因淋巴性胃癌在台北驟然病逝，《全音音樂文摘》在該年1月停刊。同月31日於第一殯儀館舉行公祭。在紀念音樂會上，林絲緞以獨舞與雙人舞表述他們夫婦生前的恩情與怨懟。

## 學術成就

### 引進樂理文獻
1969年，李哲洋任臺北縣立五峰國中音樂教師，並開始翻譯音樂相關著作，其中《巴托克傳》、《馬勒傳》等書，乃臺灣首次以中文翻譯的音樂家傳記。他也從日文版翻譯盧原英了的《舞劇與古典舞蹈》、菅原明朗的《樂器圖解》、Andre Boucourechliev的《貝多芬傳》、Friedrich Herzfeld的《西洋音樂故事》等。
1971年12月，李哲洋主編譯的《全音音樂文摘》創刊，前後出刊長達十九年，中間曾停刊數次，共計發行133期，至1990年（1月）停刊為止（最後一期終刊號為巴托克專集）。每月皆以一位音樂家或地域樂種作當期企畫專題，內容包含翻譯自歐美、日本音樂學者撰寫的名曲解說跟作曲家介紹，另外還有邀請台灣特約作者針對華人演奏家的採訪報導，以及近期出版相關音樂譯著書評書介等文章。
與雷驤、張邦彥共同創辦《全音音樂文摘》，是1970、80年代臺灣主要的音樂雜誌之一。林絲緞說丈夫擔任《全音音樂文摘》主編時期，當他遇到外國文章有疑問便在有一間裡面堆滿資料的工作室翻遍參考書，才讓文章出手。
在《全音音樂文摘》1978年到1983年停刊期間，李哲洋接下了大陸書店委託，還將日本音樂之友社的《名曲解說全集》重新編譯而成的藍皮精裝本《最新名曲解說全集》，於1982年出版。原先計畫編二十四冊，後來因他過世只出十七冊。

### 採集地方音樂
1966、1967年，李哲洋隨史惟亮赴花蓮、新竹等地進行民俗音樂採集，是台灣民謠採集運動的第一波先行者，後因理念不合而未繼續參與。李哲洋在音樂採集的觀念上與其他領導者意見不同：許常惠視為汲取創作靈感的素材；史惟亮認為唯有絕對純淨的、不受現代文明影響的民俗音樂才具保存價值，漠視已逐漸混雜漢化的現代原住民流行歌；而李哲洋強調互動生態的民族音樂學。
1976年，李哲洋在《全音音樂文摘》第五卷第一期發表〈漫談黑澤隆朝與台灣山胞的音樂──研究台灣山胞音樂的第一塊穩固的踏腳石〉，提出重視臺灣日治時期的日本音樂學者在台灣的音樂調查。

## 身後
李哲洋生前以擔任主編時對於文稿資料的掌控技巧，進行史料文獻的編排與分析，廣泛且有條理地蒐集各方資料，成為一個小型的臺灣音樂史資料庫。遺留下的音樂史料包括賽夏族音樂調查圖錄、《台灣音樂誌》、《台灣音樂詞典》研究初稿，採集手稿及相關文獻，累積整整七十大箱。林絲緞則表示丈夫曾向兒子提起自己如何辛苦蒐集整理音樂資料，並吩咐兒子要妥善整理。

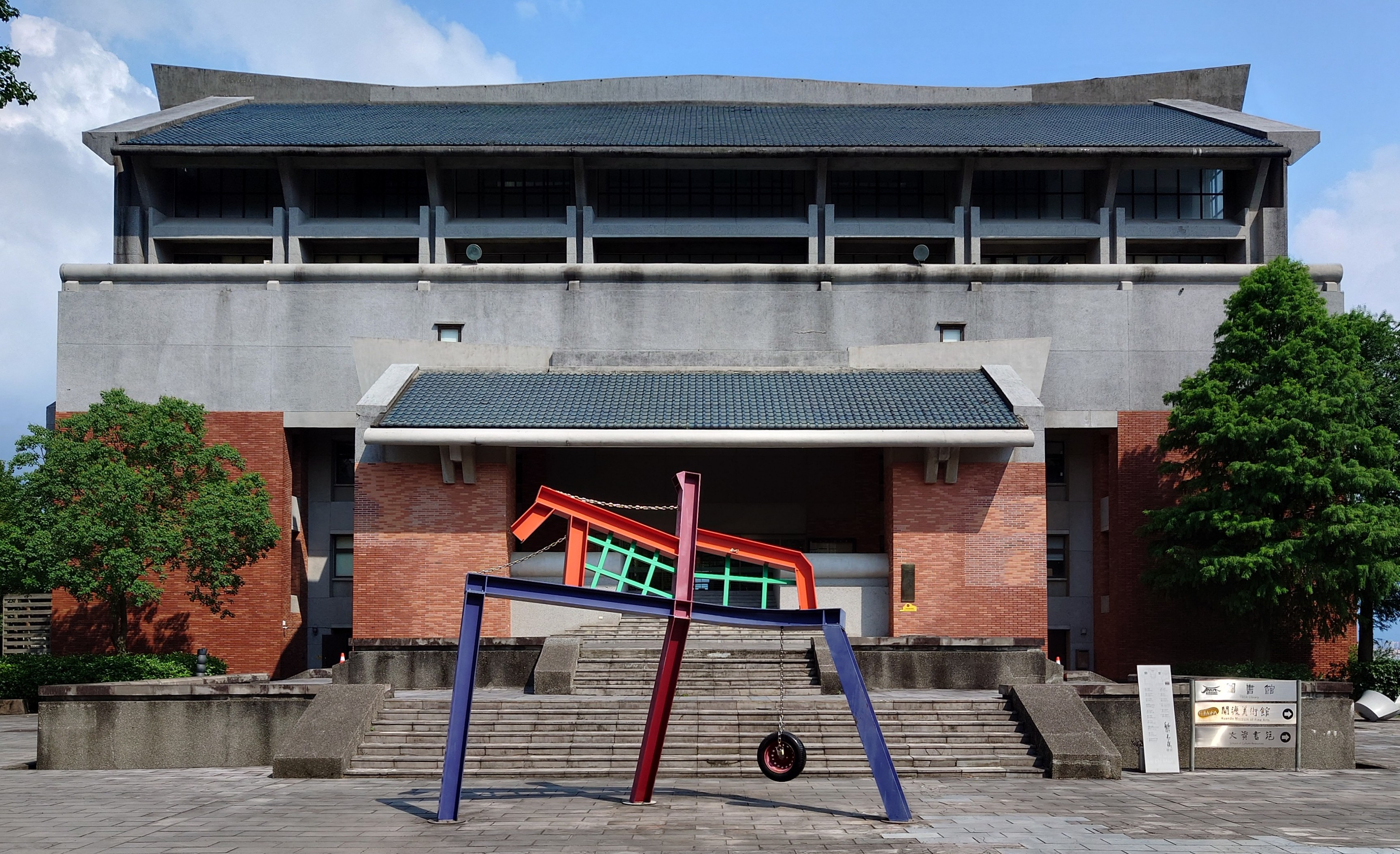
國立台北藝術大學圖書館

林絲緞將丈夫的資料捐給國立藝術學院（今國立台北藝術大學）傳統藝術中心，於校內圖書館頂樓設置紀念室以進行數位化典藏。

## 家庭
父親李漢湖在戰後派到海南島任職，感情因素導致母親離家改嫁。
李漢湖去世才卅七歲，與同事高金生、李水川一起遭到槍決。事後官方清查李漢湖的財產發現只有藤椅四張、書櫥一個，以及位於基隆暖暖的租屋，家境窮困，因此免予沒收。臺灣警備總司令部和鐵路警察局共有卅八人都賺到相當一個月薪水的檢舉獎金。
李哲洋在基隆任教時間，常在畫家江明德家中聚會，因此認識林絲緞。林絲緞曾說當模特兒時，總對接近的男性不願輕易相信；但丈夫用真誠打破她擔心自己學歷不高、又是人體模特兒的心牆。李哲洋去世前三年已跟妻子分居，與讀高中的女兒獨住在北投泉源路。
妹夫為雷驤。

## 外部連結
- 臺灣音樂群像 李哲洋 （页面存档备份，存于）